# Стуллавітс 8
Стуллавітс 8 (англ. Stullawheets 8) — індіанська резервація в Канаді, у провінції Британська Колумбія, у межах регіонального округу Фрейзер-Велі.

## Населення
За даними перепису 2016 року, індіанська резервація нараховувала 51 особу, показавши зростання на 6,3%, порівняно з 2011-м роком. Середня густина населення становила 99,8 осіб/км².
З офіційних мов обидвома одночасно не володів жоден з жителів, тільки англійською — 50.
Працездатне населення становило 37,5% усього населення, усі були зайняті.

## Клімат
Середня річна температура становить 8,2°C, середня максимальна – 19,7°C, а середня мінімальна – -5,2°C. Середня річна кількість опадів – 1 476 мм.
| Клімат поселення                              | Клімат поселення | Клімат поселення | Клімат поселення | Клімат поселення | Клімат поселення | Клімат поселення | Клімат поселення | Клімат поселення | Клімат поселення | Клімат поселення | Клімат поселення | Клімат поселення | Клімат поселення |
| Показник                                      | Січ.             | Лют.             | Бер.             | Квіт.            | Трав.            | Черв.            | Лип.             | Серп.            | Вер.             | Жовт.            | Лист.            | Груд.            |                  |
| Середній максимум, °C                         | 4,41             | 6,88             | 8,93             | 12,22            | 15,63            | 18,58            | 18,64            | 19,68            | 16,18            | 11,53            | 5,69             | 2,94             |                  |
| Середня температура, °C                       | −0,37            | 2,10             | 4,16             | 7,45             | 10,86            | 13,80            | 16,35            | 17,40            | 13,89            | 9,25             | 3,40             | 0,67             |                  |
| Середній мінімум, °C                          | −5,15            | −2,68            | −0,62            | 2,68             | 6,08             | 9,02             | 14,06            | 15,10            | 11,60            | 6,96             | 1,12             | −1,63            |                  |
| Норма опадів, мм                              | 210              | 147              | 127              | 96               | 76               | 66               | 48               | 44               | 77               | 159              | 227              | 199              |                  |
| Середньомісячна швидкість вітру, м/с          | 2.85             | 2.86             | 2.91             | 2.98             | 2.81             | 2.81             | 2.68             | 2.49             | 2.32             | 2.40             | 2.72             | 2.82             |                  |
| Середньомісячна сонячна радіація, кДж/м²·день | 3333             | 6429             | 10337            | 15422            | 19009            | 20535            | 21905            | 18813            | 13448            | 7401             | 3663             | 2602             |                  |
| --------------------------------------------- | ---------------- | ---------------- | ---------------- | ---------------- | ---------------- | ---------------- | ---------------- | ---------------- | ---------------- | ---------------- | ---------------- | ---------------- | ---------------- |
| Джерело:                                      |                  |                  |                  |                  |                  |                  |                  |                  |                  |                  |                  |                  |                  |